# Знаки почтовой оплаты СССР (1949)
Зна́ки почто́вой опла́ты СССР (1949) — перечень (каталог) знаков почтовой оплаты (почтовых марок), введённых в обращение дирекцией по изданию и экспедированию знаков почтовой оплаты Министерства связи СССР в 1949 году.

## Список коммеморативных (памятных) марок
Порядок следования элементов в таблице соответствует номеру по каталогу марок СССР (ЦФА), в скобках приведены номера по каталогу «Михель».
| № по каталогу                        | Изображение | Описание и источники                                                      | Номинал   | Дата выпуска        | Тираж     | Художник                           |
| ------------------------------------ | ----------- | ------------------------------------------------------------------------- | --------- | ------------------- | --------- | ---------------------------------- |
| (ЦФА [АО «Марка»] № 1347) (Mi #1309) |             | «30-летие Белорусской ССР»: - Государственный герб БССР, красная.         | 0,40 руб. | 4 января 1949 года  | 2 000 000 | Владимир Андреев, Василий Завьялов |
| (ЦФА [АО «Марка»] № 1348) (Mi #1310) |             | «30-летие Белорусской ССР»: - Государственный герб БССР, зелёная.         | 1,00 руб. | 4 января 1949 года  | 1 000 000 | Владимир Андреев, Василий Завьялов |
| (ЦФА [АО «Марка»] № 1366) (Mi #1318) |             | Серия «8 марта»: - Женщина на производстве.                               | 0,20 руб. | 8 марта 1949 года   | 1 000 000 | Василий Завьялов                   |
| (ЦФА [АО «Марка»] № 1367) (Mi #1319) |             | Серия «8 марта»: - Воспитательница в детском саду.                        | 0,25 руб. | 8 марта 1949 года   | 5 000 000 | Василий Завьялов                   |
| (ЦФА [АО «Марка»] № 1368) (Mi #1320) |             | Серия «8 марта»: - Советская женщина на трибуне.                          | 0,40 руб. | 8 марта 1949 года   | 5 000 000 | Василий Завьялов                   |
| (ЦФА [АО «Марка»] № 1369) (Mi #1321) |             | Серия «8 марта»: - Учительница в школе.                                   | 0,50 руб. | 8 марта 1949 года   | 1 000 000 | Василий Завьялов                   |
| (ЦФА [АО «Марка»] № 1370) (Mi #1322) |             | Серия «8 марта»: - Женщины в поле.                                        | 0,50 руб. | 8 марта 1949 года   | 1 000 000 | Леонид Голованов                   |
| (ЦФА [АО «Марка»] № 1371) (Mi #1323) |             | Серия «8 марта»: - Спортсменка.                                           | 1,00 руб. | 8 марта 1949 года   | 1 000 000 | Василий Завьялов                   |
| (ЦФА [АО «Марка»] № 1372) (Mi #1324) |             | Серия «8 марта»: - Советская женщина на трибуне.                          | 2,00 руб. | 8 марта 1949 года   | 2 000 000 | Василий Завьялов                   |
| (ЦФА [АО «Марка»] № 1389) (Mi #949c) |             | Серия «Ордена и медали СССР»: - Орден Богдана Хмельницкого, серо-зелёная. | 2,00 руб. | 2 апреля 1949 года  | 2 000 000 | Александр Мандрусов                |
| (ЦФА [АО «Марка»] № 1390) (Mi #950c) |             | Серия «Ордена и медали СССР»: - Орден Победы, вишнёво-красная.            | 3,00 руб. | 2 апреля 1949 года  | 2 000 000 | Александр Мандрусов                |
| (ЦФА [АО «Марка»] № 1410) (Mi #1357) |             | Серия «Спорт в СССР» (I выпуск года): - Парусный спорт.                   | 0,20 руб. | 7 августа 1949 года | 2 000 000 | Василий Завьялов                   |
| (ЦФА [АО «Марка»] № 1411) (Mi #1358) |             | Серия «Спорт в СССР» (I выпуск года): - Гребля на байдарках.              | 0,25 руб. | 7 августа 1949 года | 1 000 000 | Василий Завьялов                   |
| (ЦФА [АО «Марка»] № 1412) (Mi #1359) |             | Серия «Спорт в СССР» (I выпуск года): - Плавание.                         | 0,30 руб. | 7 августа 1949 года | 500 000   | Василий Завьялов                   |
| (ЦФА [АО «Марка»] № 1413) (Mi #1360) |             | Серия «Спорт в СССР» (I выпуск года): - Футбол.                           | 0,40 руб. | 7 августа 1949 года | 2 000 000 | Василий Завьялов                   |
| (ЦФА [АО «Марка»] № 1414) (Mi #1361) |             | Серия «Спорт в СССР» (I выпуск года): - Велосипедный спорт.               | 0,40 руб. | 7 августа 1949 года | 1 000 000 | Василий Завьялов                   |
| (ЦФА [АО «Марка»] № 1415) (Mi #1362) |             | Серия «Спорт в СССР» (I выпуск года): - Альпинизм.                        | 0,50 руб. | 7 августа 1949 года | 1 000 000 | Василий Завьялов                   |
| (ЦФА [АО «Марка»] № 1416) (Mi #1363) |             | Серия «Спорт в СССР» (I выпуск года): - Парашютный спорт.                 | 1,00 руб. | 7 августа 1949 года | 500 000   | Василий Завьялов                   |
| (ЦФА [АО «Марка»] № 1417) (Mi #1364) |             | Серия «Спорт в СССР» (I выпуск года): - Лёгкая атлетика.                  | 2,00 руб. | 7 августа 1949 года | 500 000   | Василий Завьялов                   |

## Восьмой выпуск стандартных марок (1948—1958)
В 1949 году продолжена эмиссия стандартных марок восьмого выпуска (1948—1958): были переизданы марки, повторяющие рисунки предыдущего (седьмого) стандартного выпуска, выполненные Василием Завьяловым, однако были несколько изменены цвета и номиналы: шахтёр — 15 копеек, колхозница — 20 копеек, лётчик — 25 копеек, учёный — 30 копеек, Спасская башня Московского кремля — 50 копеек. Марки печатались офсетным способом.
Порядок следования элементов в таблице соответствует номеру по каталогу марок СССР (ЦФА), в скобках приведены номера по каталогу «Михель».
| № по каталогу                                                                    | Изображение | Описание и источники                                    | Номинал   | Дата выпуска        | Тираж    | Художник         |
| -------------------------------------------------------------------------------- | ----------- | ------------------------------------------------------- | --------- | ------------------- | -------- | ---------------- |
| (ЦФА [АО «Марка»] № 1379) (Mi #1331-I)                                           |             | Шахтёр в забое (рисунок 15×22 мм).                      | 0,15 руб. | 28 апреля 1949 года | массовый | Василий Завьялов |
| (ЦФА [АО «Марка»] № 1380) (Mi #1332-Ia)                                          |             | Колхозница со снопом, сине-зелёная (рисунок 15×22 мм).  | 0,20 руб. | 28 апреля 1949 года | массовый | Василий Завьялов |
| (ЦФА [АО «Марка»] № 1380а) (Mi #1332-Ib)                                         |             | Колхозница со снопом, тёмно-зелёная (рисунок 15×22 мм). | 0,20 руб. | 28 апреля 1949 года | массовый | Василий Завьялов |
| (ЦФА [АО «Марка»] № 1381) (ЦФА [АО «Марка»] № 1381а) (Mi #1333-Ia) (Mi #1333-Ib) |             | Лётчик, тёмно-синяя (рисунок 14,5×21,5 мм).             | 0,25 руб. | 28 апреля 1949 года | массовый | Василий Завьялов |
| (ЦФА [АО «Марка»] № 1382) (Mi #1334-I)                                           |             | Учёный у микроскопа (рисунок 15×22 мм).                 | 0,30 руб. | 28 апреля 1949 года | массовый | Василий Завьялов |
| (ЦФА [АО «Марка»] № 1384) (Mi #1334-I)                                           |             | Спасская башня Кремля.                                  | 0,50 руб. | 28 апреля 1949 года | массовый | Василий Завьялов |

## Комментарии
1. ↑  Ниже приведён перечень памятных художественных марок (с возможностью сортировки по номиналу, тиражу и дате введения в обращение).
2. ↑  «30-летие Белорусской ССР»: Государственный герб БССР, красная. Глубокая печать, перфорирована: линейная зубцовка 12½ (на каждые 2 сантиметра края марки приходится 12½ зубцов). В марочных листах 100 (10×10) марок[2][6][7].
3. ↑  «30-летие Белорусской ССР»: Государственный герб БССР, зелёная. Глубокая печать, перфорирована: линейная зубцовка 12½ (на каждые 2 сантиметра края марки приходится 12½ зубцов). В марочных листах 100 (10×10) марок[2][6][7].
4. ↑  Серия «8 марта»: женщина на производстве, серо-лиловая. Глубокая печать на бумаге малой плотности с чётко просвечивающим рисунком с клеевой стороны, перфорирована: линейная зубцовка 12½ (на каждые 2 сантиметра края марки приходится 12½ зубцов). В марочных листах 100 (10×10) марок[2][8][9].
5. ↑  Серия «8 марта»: воспитательница в детском саду, серо-синяя. Глубокая печать на бумаге малой плотности с чётко просвечивающим рисунком с клеевой стороны, перфорирована: линейная зубцовка 12½ (на каждые 2 сантиметра края марки приходится 12½ зубцов). В марочных листах 100 (10×10) марок[2][8][9].
6. ↑  Серия «8 марта»: советская женщина на трибуне, красно-коричневая. Глубокая печать на бумаге малой плотности с чётко просвечивающим рисунком с клеевой стороны, перфорирована: линейная зубцовка 12½ (на каждые 2 сантиметра края марки приходится 12½ зубцов). В марочных листах 100 (10×10) марок[2][8][9].
7. ↑  Серия «8 марта»: учительница в школе, серая. Глубокая печать на бумаге малой плотности с чётко просвечивающим рисунком с клеевой стороны, перфорирована: линейная зубцовка 12½ (на каждые 2 сантиметра края марки приходится 12½ зубцов). В марочных листах 100 (10×10) марок[2][8][9].
8. ↑  Серия «8 марта»: женщины в поле, тёмно-коричневая. Глубокая печать на бумаге малой плотности с чётко просвечивающим рисунком с клеевой стороны, перфорирована: линейная зубцовка 12½ (на каждые 2 сантиметра края марки приходится 12½ зубцов). В марочных листах 100 (10×10) марок[2][8][9].
9. ↑  Серия «8 марта»: спортсменка, зелёная. Глубокая печать на бумаге малой плотности с чётко просвечивающим рисунком с клеевой стороны, перфорирована: линейная зубцовка 12½ (на каждые 2 сантиметра края марки приходится 12½ зубцов). В марочных листах 100 (10×10) марок[2][8][9].
10. ↑  Серия «8 марта»: советская женщина на трибуне, красно-оранжевая. Глубокая печать на бумаге малой плотности с чётко просвечивающим рисунком с клеевой стороны, перфорирована: линейная зубцовка 12½ (на каждые 2 сантиметра края марки приходится 12½ зубцов). В марочных листах 100 (10×10) марок[2][8][9].
11. ↑  Серия «Ордена и медали СССР»: Орден Богдана Хмельницкого, серо-зелёная. Смотри также марки  (ЦФА [АО «Марка»] № 961)  (Mi #949a) (1945) и  (ЦФА [АО «Марка»] № 1345)  (Mi #949b) (1948). Металлография на плотной бумаге, перфорирована: линейная зубцовка 12½ (на каждые 2 сантиметра края марки приходится 12½ зубцов). В марочных листах 50 (10×5) марок[2][10][11].
12. ↑  Серия «Ордена и медали СССР»: Орден Победы, вишнёво-красная. Смотри также марки  (ЦФА [АО «Марка»] № 962)  (Mi #950a) (1945) и  (ЦФА [АО «Марка»] № 1346)  (Mi #950b) (1948). Металлография на плотной бумаге, перфорирована: линейная зубцовка 12½ (на каждые 2 сантиметра края марки приходится 12½ зубцов). В марочных листах 50 (10×5) марок[2][10][11].
13. ↑  Спорт в СССР. Первый выпуск года. Парусный спорт, синяя. Глубокая печать, перфорирована: линейная зубцовка 12½ (на каждые 2 сантиметра края марки приходится 12½ зубцов). В марочных листах 100 (10×10) марок[2][12][13][14].
14. ↑  Спорт в СССР. Первый выпуск года. Гребля на байдарках, сине-зелёная. Глубокая печать, перфорирована: линейная зубцовка 12½ (на каждые 2 сантиметра края марки приходится 12½ зубцов). В марочных листах 100 (10×10) марок[2][12][13][14].
15. ↑  Спорт в СССР. Первый выпуск года. Плавание, фиолетовая. Глубокая печать, перфорирована: линейная зубцовка 12½ (на каждые 2 сантиметра края марки приходится 12½ зубцов). В марочных листах 100 (10×10) марок[2][12][13][14].
16. ↑  Спорт в СССР. Первый выпуск года. Футбол, зелёная. Глубокая печать, перфорирована: линейная зубцовка 12½ (на каждые 2 сантиметра края марки приходится 12½ зубцов). В марочных листах 100 (10×10) марок[2][12][13][14].
17. ↑  Спорт в СССР. Первый выпуск года. Велосипедный спорт, красно-коричневая. Глубокая печать, перфорирована: линейная зубцовка 12½ (на каждые 2 сантиметра края марки приходится 12½ зубцов). В марочных листах 100 (10×10) марок[2][12][13][14].
18. ↑  Спорт в СССР. Первый выпуск года. Альпинизм, серо-синяя. Глубокая печать, перфорирована: линейная зубцовка 12½ (на каждые 2 сантиметра края марки приходится 12½ зубцов). В марочных листах 100 (10×10) марок[2][12][13][14].
19. ↑  Спорт в СССР. Первый выпуск года. Парашютный спорт, карминовая. Глубокая печать, перфорирована: линейная зубцовка 12½ (на каждые 2 сантиметра края марки приходится 12½ зубцов). В марочных листах 100 (10×10) марок[2][12][13][14].
20. ↑  Спорт в СССР. Первый выпуск года. Лёгкая атлетика, тёмно-серая. Глубокая печать, перфорирована: линейная зубцовка 12½ (на каждые 2 сантиметра края марки приходится 12½ зубцов). В марочных листах 100 (10×10) марок[2][12][13][14].
21. ↑  Ниже приведён перечень стандартных марок (с возможностью сортировки по номиналу, тиражу и дате введения в обращение).
22. ↑  Шахтёр в забое, серая (апрель 1949), тип I — большой размер рисунка (размер рисунка 15×22 мм). Офсетная печать на простой бумаге, перфорирована: комбинированная гребенчатая зубцовка 12:12½ (на каждые 2 сантиметра края марки приходится 12:12½ зубцов). В марочных листах по 100 (10×10) экземпляров[2][19][21].
23. ↑  Колхозница со снопом, сине-зелёная,  (Mi #1332-Ia) — большой размер рисунка (15×22 мм). Офсетная печать на простой бумаге, перфорирована: комбинированная гребенчатая зубцовка 12:12½ (на каждые 2 сантиметра края марки приходится 12:12½ зубцов). В марочных листах по 100 (10×10) экземпляров[2][19][21].
24. ↑  Колхозница со снопом, тёмно-зелёная,  (Mi #1332-Ib) — большой размер рисунка (15×22 мм). Офсетная печать на простой бумаге, перфорирована: комбинированная гребенчатая зубцовка 12:12½ (на каждые 2 сантиметра края марки приходится 12:12½ зубцов). В марочных листах по 100 (10×10) экземпляров[2][19][21].
25. ↑  Лётчик,  (Mi #1333-Ia) — тёмно-синяя, размер рисунка 14,5×21,5 мм. Офсетная печать на простой бумаге, перфорирована: комбинированная гребенчатая зубцовка 12:12½ (на каждые 2 сантиметра края марки приходится 12:12½ зубцов). Разновидность  (ЦФА [АО «Марка»] № 1381а)  (Mi #1333-Ib) — серо-синяя, размер рисунка 14,5×21,5 мм. В марочных листах по 100 (10×10) экземпляров[2][19][21].
26. ↑  В каталоге Соловьёва дата начала эмиссии для марки  (ЦФА [АО «Марка»] № 1381) указана 1949 год, а для разновидности  (ЦФА [АО «Марка»] № 1381а) указан 1950 год[19]. В каталоге MICHEL для марки  (Mi #1333-Ia) и её разновидности  (Mi #1333-Ib) в качестве даты начала эмиссии указан 1949 год[21].
27. ↑  Учёный у микроскопа, коричневая, большой размер рисунка (15×22 мм). Штриховой офсет на простой бумаге, перфорирована: комбинированная гребенчатая зубцовка 12:12½ (на каждые 2 сантиметра края марки приходится 12:12½ зубцов). Разновидности по типу клише: тип I  (ЦФА [АО «Марка»] № 1382)  (Mi #1334-I-I) — на рисунке табличка без штрихов; тип II  (ЦФА [АО «Марка»] № 1382-А)  (Mi #1334-I-II) — один штрих на табличке; тип III  (ЦФА [АО «Марка»] № 1382-Б)  (Mi #1334-I-III) — два штриха на табличке; тип Iа  (ЦФА [АО «Марка»] № 1382-К) — с поперечным штрихом (одна марка на марочном листе марок типа I  (ЦФА [АО «Марка»] № 1382-I)). В марочных листах по 100 (10×10) экземпляров[2][19][21].
28. ↑  Спасская башня Кремля, голубая, большой размер рисунка (15×22 мм). Штриховой офсет на простой бумаге, перфорирована: комбинированная гребенчатая зубцовка 12:12½ (на каждые 2 сантиметра края марки приходится 12:12½ зубцов). В марочных листах по 100 (10×10) экземпляров[2][19][21].